# Дубові Гряди (заповідне урочище)
«Дубові Гря́ди» — заповідне урочище місцевого значення, об'єкт природно-заповідного фонду Харківської області.
Розташований біля села Дубові Гряди Берестинського району.
Загальна площа — 129,7 га.
Заповідна територія утворена рішенням Харківської обласної ради від 24 вересня 2002 року.
Відповідальний за охорону — ТОВ «Дубовогрядське».

## Опис
Заповідне урочище розташоване на північний захід від села Дубові Гряди.
Урочище являє собою відокремлений цілісний елемент степового ландшафту, типового для Лівобережного степу України, — яружно-балкову систему. Найбільшу частину площі урочища займає дно балки, де тече невеличка річка (права притока річки Оріль) з гідрологічним каскадом із 5 штучних ставків. Дно балки вкрите рослинністю заплавних луків. На території заповідного об'єкту трапляються ділянки заболочених, справжніх та засолених луків. На західних схилах балки представлена рослинність справжніх типчаково-ковилових та чагарникових степів. На крутих еродованих схилах поширені елементи деревинної рослинності: осичники та зарості маслинки вузьколистої. На території урочища представлені фрагменти рідкісних рослинних угрупувань і низка зникаючих видів рослин, властивих для справжніх степів та заплавних луків, а також пов'язані з ними рідкісні види тварин..
Положення в системі природно-ландшафтного районування — слаборозчленовані рівнини з чорноземами звичайними середньогумусними глибокими.
Ґрунти — чорноземи, лучні чорноземи та лучні.
Розподіл площі земель урочища за їх категоріями:
- пасовища — 85,1 га;
- болота — 31,3 га;
- водний фонд — 13,3 га.

### Флора
Серед близько 300 видів рослин, що зростають в урочищі, є рідкісні та зникаючі види, які занесені до Червоної книги України та Червоного списку Харківської області.
Види, що занесені до Червоної книги України: ковила волосиста (Stipa capillata), ковила найкрасивіша (Stipa pulcherrima).
Види рослин, що занесені до Червоного списку Харківської області: горицвіт весняний (Adonis vernalis), горицвіт волзький (Adonis wolgensis), кермек широколистий (Limonium platyphyllum), оман високий (Inula helenium), осот їстівний (Cirsium esculentum), півники карликові (Iris pumila), півники солелюбні (Iris halophila), рогіз Ляксманна (Typha laxmannii).
Рідкісні рослинні угруповання, що занесені до Зеленої книги України, — формація ковили волосистої, та до Зеленого списку Харківської області, — формації кринітарії волохатої (Crinitarieta villosae), оману високого та рогозу Лаксманового.
В урочищі ростуть цінні лікарські рослини: алтея лікарська (Althaea officinalis), бузина чорна (Sambucus nigra), верба біла (Salix alba), деревій майже звичайний (Achillea submillefolium), звіробій звичайний (Hypericum perforatum), кропива дводомна (Urtica dioica), льонок звичайний (Linaria vulgaris), підбіл звичайний (мати-й-мачуха) (Tussilago farfara), ожина сиза (Rubus caesius), парило звичайне (Agrimonia eupatoria), пижмо звичайне (Tanacetum vulgare), подорожник ланцетолистий (Plantago lanceolata), полин гіркий (Artemisia absinthium), полин звичайний (Artemisia vulgaris), собача кропива п'ятилопатева (Leonurus quinquelobatus), фіалка запашна (Viola odorata), цмин пісковий (Helichrysum arenarium), чорнокорінь лікарський (Cynoglossum officinale), щавель кінський (Rumex confertus), щавель кучерявий (Rumex crispus).

### Фауна
Фауна урочища налічує понад 150 видів тварин, серед яких є такі, що занесені до Європейського Червоного списку: дибка степова (Saga pedo), червінець непарний (Lycaena dispar).
До ентомологічної фауни урочища належать рідкісні види комах, що занесені до Червоної книги України: стафілін волохатий (Emus hirtus), вусач-коренеїд хрестоносець (Dorcadion equestre), махаон (Papilio machaon), совка сокиркова (Periphanes delfinii), джміль лезус (Bombus laesus), мелітурга булавовуса (Melitturga clavicornis), ксилокопа звичайна (Xylocopa valga).
В урочищі мешкають види комах, які були у Червоній книзі України, але вилучені з неї у 2009 році, бо їх популяції були відновлені до безпечного рівня: сколія степова (Scolia hirta), рофітоїдес сірий (Rhophitoides canus).
Види тварин, що занесені до Червоного списку тварин Харківської області:
- комахи:

богомол звичайний (Mantis religiosa), кобилка степова (стрибун степовий) (Euchorthippus pulvinatus), красотіл бронзовий (Calosoma inquisitor ), карапузик степовий (Pachylister inaequalis), хрущ-лисичка (Glaphyrus vulpes), чорнотілка азіда (Asida lutosa), тімарха підмаренникова (Timarcha coriaria), жовтянка шафранна (Colias croceus), бджола-номія різнонога (Nomia diversipes), джміль кам'яний (Bombus lapidarius), меліта заяча (Melitta leporina);
- птахи:

куріпка сіра (Perdix perdix), рибалочка (Alcedo atthis).

## Заповідний режим
На заповідній території забороняється:
- проведення будь-якої господарської діяльності, яка може завдати шкоди заповідному об'єкту та порушити екологічну рівновагу;
- самочинна зміна меж, зміна охоронного режиму;
- меліоративні та будь-які інші роботи, що можуть привести до зміни гідрологічного режиму заповідної території;
- знищення та вилов всіх видів тварин, порушення умов їх існування;
- знищення дерев та чагарників;
- збір рідкісних та лікарських видів рослин;
- проїзд автотранспорту через територію урочища;
- будь-яке порушення ґрунтового покриву, розорювання земель, будівництво, геологорозвідування, видобування корисних копалин, забруднення території, розведення вогнищ;
- зберігання на території урочища (та в двокілометровій зоні навкруги) всіх видів отрутохімікатів;
- відвідування території урочища в період розмноження тварин і вигодівлі молоді (з травня до липня);
- інші види робіт, що можуть привести до порушення природних зв'язків та природних процесів, втрати наукової, господарської, естетичної цінності природного комплексу урочища.

## Дотримання охоронного режиму
Екологічна група «Печеніги» регулярно проводить рейди з метою перевірки охоронного режиму в об'єктах природно-заповідного фонду (ПЗФ) Харківської області. Під час перевірок урочища «Дубові Гряди» у 2012 році були виявлені незаконні рубки дерев. Сінокосіння на території урочища вкрай негативно впливає на популяції комах-запилювачів. Мають місце масові випадки умисного випалювання сухої рослинності. Громадські активісти зробили висновок, що протягом 5 років, що пройшли після попередньої кампанії з моніторингу об'єктів ПЗФ Харківщини у 2007 році, стан заповідного урочища «Дубові гряди» суттєво погіршився.